# Hvarski Kanal
Hvarski Kanal är ett sund i Kroatien. Det ligger i den södra delen av landet, 290 km söder om huvudstaden Zagreb.